# Charlottes buulbuul
Charlottes buulbuul (Iole charlottae synoniemen: Criniger charlottae, Hypsipetes charlottae perplexa en Microscelis charlottae perplexa) is een zangvogel uit de familie Pycnonotidae (buulbuuls). De naam Charlotte verwijst (waarschijnlijk) naar Charlotte van Pruisen, de dochter van de latere keizer Frederik III.

## Taxonomie
Deze soort is in 1867 beschreven aan de hand van specimens, die op Borneo werden verzameld en beschreven als  Criniger charlottae. Veel later werd de soort als een ondersoort beschouwd van een groter complex van soorten in de Indische archipel met de naam Iole olivacea charlottae. In 2014 werd op grond van nader onderzoek het taxon Iole olivaea ongeldig verklaard en kwam hiervoor in de plaats het taxon Iole crypta en werd deze buulbuul als de ondersoort I. crypta charlottae beschouwd. Charlottes buulbuul (Iole charlottae), zoals vermeld op de IOC World Bird List, is het taxon dat alleen op het eiland Borneo en Pulau Banggi voorkomt.
BirdLife International en de auteurs van het Handbook of the Birds of the World huldigden in 2017 de opvatting dat met I. charlottae het taxon I. crypta wordt bedoeld.

## Herkenning
De vogel is 20 tot 25 cm lang en weegt 20 tot 28 g. Het is een typische buulbuul met weinig opvallende kenmerken. De vogel is van boven dof olijfkleurig bruin, van onder vuilwit en aan de flanken lichtbruin. De snavel is relatief lang.

## Verspreiding en leefgebied
Deze soort komt voor op Borneo en Pulau Banggi in open plekken in bossen en bosranden, moerasbos en overwoekerd akkerland.

## Status
De soort die als Iole charlottae op de Rode Lijst van de IUCN staat, betreft zowel dit taxon als de bruinbuikbuulbuul (Iole crypta). De grootte van deze populaties is niet gekwantificeerd, maar waarschijnlijk nemen de populatie-aantallen af door de grootschalige ontbossingen, die in dit gebied plaatsvinden. Om de reden staan deze taxa als gevoelig op de Rode Lijst van de IUCN.